# Bonapartisti
Bonapartisti, općenito, pristaše dinastije Bonaparte u Francuskoj. U užem smislu, termin se odnosi na pristaše restauracije te dinastije nakon pada Prvog (1814.) i Drugog Carstva (1870.). Poslije konačnog pada cara Napoleona I. 1815. godine, bonapartisti su podržavali njegova sina Napoleona II. († 1832.). Nakon njegove prerane smrti, pristali su uz Napoleonovu braću Josepha († 1844.) i potom Luja († 1846.). Poslije njihove smrti, pristali su uz Charlesa Luja Napoleona, Lujeva sina i Napoleonova nećaka, kojem su 1848. omogućili uspon na dužnost predsjednika Druge Republike, a 1852. godine dolazak na carsko prijestolje.
Poslije sloma Drugog Carstva, 1870. godine i abdikacije cara Napoleona III., bonapartisti su podržali njegova sina Luja Napoleona, koji je međutim poginuo 1879. godine u južnoj Africi u sukobu sa Zuluima. Nakon toga, bonapartisti su izgubili politički utjecaj u državi. Godine 1889. prestali su postojati kao politička stranka.

## Vanjske poveznice
- Bonapartisti Hrvatska enciklopedija
- Bonapartisti Proleksis enciklopedija